# Булацелове
Булаце́лове — село в Україні, у Благодатненській сільській громаді Первомайського району Миколаївської області. Населення становить 14 осіб.

## Історія
У другій половині XVIII сторіччя на місці села знаходився водяний млин, що належав Марії Семенівні Ларі, а після її одруження з полковником Григорієм Варламовичем Булацелем довкола млина виникло поселення, яке отримало назву Булацелове.

## Населення

### Мова
Розподіл населення за рідною мовою за даними перепису 2001 року:
| Мова       | Кількість | Відсоток |
| ---------- | --------- | -------- |
| українська | 14        | 100%     |